# Váci András
Váci András (Nyíregyháza, 1928. július 31. – Budapest, 1989. december 26.) festő, grafikus.

## Pályafutása
1946–1947 között a nyíregyházi Bessenyei György Képzőművészeti Népfőiskolán tanult. 1948–1952 között a Magyar Képzőművészeti Főiskola hallgatója volt, mesterei Szőnyi István, Bencze László és Pór Bertalan. Később az Inotai Erőmű ösztöndíjasa volt. 1973-ban az Irodalmi Színpad előadásához ő tervezte a díszletet.
Dolgozott a Kecskeméti Művésztelepen is. Rézkarcokt és fametszeteket készített testvére, Váci Mihály, valamint Ady Endre, Kosztolányi Dezső, Babits Mihály verseihez, valalmint Kovai Lőrinc Földönfutók és Furmanov Csapajev című művéhez. Illusztrálta a Váci Mihály bibliográfiát is (1973). A vajai Vay Ádám Múzeum számára több művet is adományozott, 1995-ben felesége Vajára hagyta a hagyatékát.

## Díjak
- 1948: a népfőiskolások kiállítása Vallás- és Közoktatásügyi Miniszter III. díja;
- 1975: Nyíregyháza-Sóstói Művésztelep, I. díj;
- 1978: vilniuszi Művésztelep díjai.

## Egyéni kiállítások
- 1955 • Nyíregyháza
- 1962 • Ernst Múzeum, Budapest (kat.)
- 1964 • Jósa András Múzeum, Nyíregyháza (kat.)
- 1970 • Derkovits Gyula Művelődési Központ [Pintér Évával], Leninváros
- 1971 • Vay Ádám Múzeum [Pintér Évával], Vaja • Zalka Máté Művelődési Központ [Pintér Évával], Mátészalka • Jósa András Múzeum Kiállítóterme [Pintér Évával], Nyíregyháza • Járási Hivatal Nagyt. [Pintér Évával], Nyírbátor
- 1973 • Déryné Művelődési Központ [Pintér Évával], Jászberény • Bessenyei György Gimnázium Díszt. [Pintér Évával], Kisvárda (kat.) • Váci Mihály Művelődési Központ, Veresegyház • Láng Művelődési Központ
- 1975 • Szabolcs-Szatmár Megyei Napok Tokajban [Pintér Évával], Művelődési Otthon, Tokaj • ~ illusztrációi Váci Mihály verseihez, Klubkönyvtár, Zebegény
- 1977 • Inotai Képek, Béke Művelődési Központ [Szelestey Lászlóval, Sáfár Pál Gáborral], Várpalota
- 1978 • Szegénység hatalma, Irodalmi Est, Híradástechnikai Anyagok Gyára Kultúrterem, Vác
- 1980 • Váci Mihály Művelődési Ház, Tiszaszalka
- 1981 • Helytörténeti és Munkásmozgalmi Múzeum [Pintér Évával], Marcali
- 1984 • Váci Mihály születésének évfordulója, II. Manda-bokori Iskola, Nyíregyháza
- 1985 • VÁV Gyár Oktatót. [Pintér Évával] (kat.)
- 1986 • VÁV Általános Művelődési Központ, Kunszentmiklós (kat.)
- 1987 • Népház Galéria, Tatabánya
- 1998 • Vay Ádám Múzeum, Vaja.

## Válogatott csoportos kiállítások
- 1950, 1953, 1954, 1955, 1959, 1962, 1965, 1968 • 1., 3., 5-11. Magyar Képzőművészeti kiállítás, Műcsarnok, Budapest
- 1955 • Fiatal Képzőművészek és Iparművészek Kiállítása, Ernst Múzeum, Budapest
- 1957 • Tavaszi Tárlat, Műcsarnok, Budapest
- 1959 • Az Alföld a festészetben, Műcsarnok, Budapest • Mezőgazdaság a képzőművészetben, Mezőgazdasági Múzeum, Budapest • A Kecskeméti Művésztelep Kiállítása, Ernst Múzeum, Budapest
- 1960 • Képzőművészet a Felszabadulás után, Magyar Nemzeti Galéria, Budapest • A Felszabadult Budapest művészete, Nemzeti Szalon, Budapest • 6. Miskolci Országos Képzőművészeti Kiállítás, Herman Ottó Múzeum, Miskolc
- 1961-65, 1969-73 • I-III., V-VII. Országos Grafikai Biennálé, Herman Ottó Múzeum, Miskolc
- 1964 • Ernst Múzeum, Budapest
- 1966 • Óbudai Irodalmi Presszó kiállítása, Frankel Leó Művelődési Ház, Budapest
- 1968 • Dolgozó emberek között, Ernst Múzeum, Budapest • Nemzetközi Kisgrafikai és Ex libris Kiállítás, XII. Comoi Ex Libris Világkongresszus, Como
- 1969 • Benczúrtól napjainkig, Megyei Művelődési Központ, Nyíregyháza • Forradalmi Grafika Kiállítása, Csók Galéria, Budapest
- 1970 • Szabolcs-szatmári képzőművészek kiállítása Ungváron, Vármúzeum, Ungvár
- 1971 • Váci Mihály Emlékest, Fészek Művészklub, Budapest
- 1973 • Budapest XI. kerületi Képzőművészeinek Centenáriumi Kiállítása, Szombathely
- 1976 • A népi kollégisták jubileumi kiállítása, Magyar Nemzeti Galéria, Budapest
- 1982 • Festőművészek a XI. kerületben, Bartók 32 Galéria, Budapest

## Művek közgyűjteményekben
Damjanich János Múzeum, Szolnok • Jósa András Múzeum, Nyíregyháza • Janus Pannonius Múzeum, Pécs • Képtár, Vilniusz • Múzeum, Marcali • Magyar Nemzeti Galéria, Budapest • Vay Ádám Múzeum, Vaja.